# 龙王塘街道
龙王塘街道，是中华人民共和国辽宁省大連市旅顺口区下辖的一个乡镇级行政单位。

## 行政区划
龙王塘街道下辖以下地区：
官房社区、龙王塘中心社区、玉川社区、明珠社区、玉龙社区、熙龙社区、星月社区、丰顺社区、雅川社区、黄泥川社区、欣川社区、丰尚社区、黄泥川村、鲍鱼肚村和龙王塘村。